# One Piece
One Piece je japonska stripovska manga, ki jo je napisal in ilustriral Eiichiro Oda. Zaslovela je po celem svetu. Kmalu po izidu so strip predelali v anime, ki je postal drugi najbolj priljubljen anime (prva je DragonBall). Trenutno je izšlo 110 knjig, ki so zbirka 1128 poglavij stripa. Prav tako je do sedaj bilo narejenih 1122 animiranih epizod.
Zgodba pripoveduje o mladem fantu Monkey D. Luffyu, ki ima možnost svoje telo zvijati, preoblikovati in daljšati po tem, ko je nehote pojedel hudičevo sadje. Po smrti kapitana Gold Rogerja je bilo razkrito, da je na skrivnem mestu zakopal lep znan zaklad z imenom "One Piece". Luffy se s svojo ekipo piratov, ki so jo poimenovali "Pirati slamnatih klobukov", odpravi na lov za zaklad, med potovanjem po svetu pa doživijo različne dogodivščine. 